# Campeonato Africano de Atletismo de 2012 - Arremesso de peso masculino
A prova do arremesso de peso masculino do Campeonato Africano de Atletismo de 2012 foi disputada no dia 27 de junho de 2012 no Estádio Charles de Gaulle em Porto Novo,  no Benim. 

## Recordes
Antes desta competição, os recordes mundiais e do campeonato nesta prova eram os seguintes:
|                       | Nome           | Nacionalidade  | Distância | Local       | Data                |
| --------------------- | -------------- | -------------- | --------- | ----------- | ------------------- |
| Recorde mundial       | Randy Barnes   | Estados Unidos | 23m 12cm  | Westwood    | 20 de maio de 1990  |
| Recorde do campeonato | Janus Robberts | África do Sul  | 21m 02cm  | Brazzaville | 18 de julho de 2004 |
| Recorde africano      | Janus Robberts | África do Sul  | 21m 97cm  | Eugene      | 2 de junho de 2001  |

## Medalhistas
| Ouro                    | Prata                | Bronze                     |
| Burger Lambrechts (RSA) | Orazio Cremona (RSA) | Yasser Ibrahim Farag (EGY) |

## Cronograma
Todos os horários são locais (UTC+1).
| Data        | Hora  | Evento |
| ----------- | ----- | ------ |
| 27 de junho | 15:50 | Final  |

## Resultado final
| Posição           | Atleta                  | Nacionalidade      | #1    | #2    | #3    | #5    | #5    | #6    | Resultados | Notas |
| ----------------- | ----------------------- | ------------------ | ----- | ----- | ----- | ----- | ----- | ----- | ---------- | ----- |
| Medalha de ouro   | Burger Lambrechts       | África do Sul      | 19.51 | 19.48 | x     | –     | –     | x     | 19.51      |       |
| Medalha de prata  | Orazio Cremona          | África do Sul      | 17.12 | 19.19 | 18.90 | x     | x     | x     | 19.19      |       |
| Medalha de bronze | Yasser Ibrahim Farag    | Egito              | 18.71 | 18.17 | 18.78 | x     | x     | –     | 18.78      |       |
| 4                 | Jaco Engelbrecht        | África do Sul      | 17.85 | 17.91 | x     | x     | x     | x     | 17.91      |       |
| 5                 | Franck Elemba Owaka     | República do Congo | x     | 16.12 | 16.19 | x     | 16.23 | x     | 16.23      |       |
| 6                 | Emmanuel Asante-Ofori   | Gana               | 15.47 | 16.01 | 15.94 | 14.85 | x     | x     | 16.01      |       |
| 7                 | Kenechukwu Ezeofor      | Nigéria            | 15.68 | 15.26 | 15.93 | x     | 14.70 | 14.69 | 15.93      |       |
| 8                 | Essohounamondom Tchalim | Togo               | 15.34 | 15.63 | x     | 15.67 | 14.22 | 14.52 | 15.67      |       |
| 9                 | Lucionni Mve            | Gabão              | x     | 15.45 | 13.80 |       |       |       | 15.45      |       |
| 10                | Romainio Houndeladji    | Benim              | 13.89 | 13.79 | 13.32 |       |       |       | 13.89      |       |
| 11                | Timothee Lengani        | Burquina Fasso     | 12.80 | 13.28 | 13.37 |       |       |       | 13.37      |       |

Legenda
| Recorde mundial       | Recorde mundial (World record)               |                       | Recorde africano                      | Recorde africano (African) |                                           | Q | Classificado por posição (Qualified) |
| Recorde do campeonato | Recorde do campeonato (Championship record)  | Recorde da América    | Recorde da América (Americas)         | q                          | Classificado por melhor tempo (Qualified) |   |                                      |
| Melhor marca do ano   | Melhor marca do ano (World leading)          | Recorde asiático      | Recorde asiático (Asian)              | DNS                        | Não largou (Did not start)                |   |                                      |
| Recorde nacional      | Recorde nacional (National record)           | Recorde europeu       | Recorde europeu (European)            | DNF                        | Não terminou (Did not finish)             |   |                                      |
| Recorde pessoal       | Recorde pessoal do atleta (Personal best)    | Recorde da Oceania    | Recorde da Oceania (Oceania)          | DSQ / DQ                   | Desclassificado (Disqualified)            |   |                                      |
| Recorde da temporada  | Recorde da temporada do atleta (Season best) | Recorde sul-americano | Recorde sul-americano (South America) | NM                         | Sem marca (No mark)                       |   |                                      |